# Vasile Ciuciu
Vasile Ciuciu (născut la data de 9 octombrie 1930) a fost un deputat român în legislatura 1990-1992, ales în județul Olt pe listele partidului FSN. În cadrul activității sale parlamentare, Vasile Ciuciu a fost membru în grupurile parlamentare de prietenie cu URSS, Republica Italiană, Canada și Regatul Spaniei. 